# Movimento Revolucionário Marxista
O Movimento Revolucionário Marxista foi um grupo guerrilheiro brasileiro resultante de uma dissidência da Ala Vermelha do PCdoB. 

## História
Surgido nos primeiros seis meses de 1970, como consequência das baixas que a Ala Vermelha havia sofrido em 1969, essa organização não chegaria a durar um ano, seus militantes vieram da Regional de Minas Gerais da Ala, e seu contingente era um dos mais reduzidos de todos os outros grupos. Aqueles jovens haviam fugido da repressão mineira e encontraram-se depois em São Paulo seus primeiros contatos foram com o Movimento Revolucionário Tiradentes (MRT), tomaram abrigo ali, embora fossem claras as divergências políticas. Ainda participaram de algumas operações do MRT com a REDE, logo após, conseguiram definir sua própria linha programática e assumiram a sigla MRM, como proposta básica havia a de defender a necessidade da superação dos desvios militaristas que aconteceram em 1968 e 1969.
Defenderam a ideia de que todos os seus militantes (na sua maioria absoluta universitários) deveriam fazer cursos profissionalizantes e empregar-se como operários-industriais. O uso das armas aconteceria no máximo como autodefesa operária e na cobertura de ações de propaganda. Já no fim de 1970 esse pequeno grupo realizaria uma reunião em São Vicente, no litoral paulista, e aprovaria um resolução expressando as novas posições da organização, que passaria a se chamar Organização Partidária-Classe Operária, OP-COR. Um ano depois todo o seu grupo foi preso pelo DOI-CODI paulista, na mesma levada que desmantelaria o MRT e a Ala Vermelha. O seu órgão interno de discussões era chamado de "Jornal de Debates", só foram publicados três números.